# Cobenzl-Observatorium
Das Cobenzl-Observatorium war das geomagnetische Observatorium der Zentralanstalt für Meteorologie und Geodynamik (IAGA Code WIK) am Cobenzl bei Wien.
Es  war von 1955 bis April 2016 in Betrieb und diente der kontinuierlichen Aufzeichnung des Erdmagnetfeldes. Seit April 2016 hat diese Aufgabe das neu errichtete Conrad-Observatorium übernommen, da die zunehmenden Störeinflüsse aufgrund der Lage nahe bei Wien für das Cobenzl-Observatorium genaue Messungen nicht mehr zuließen.

## Geschichte

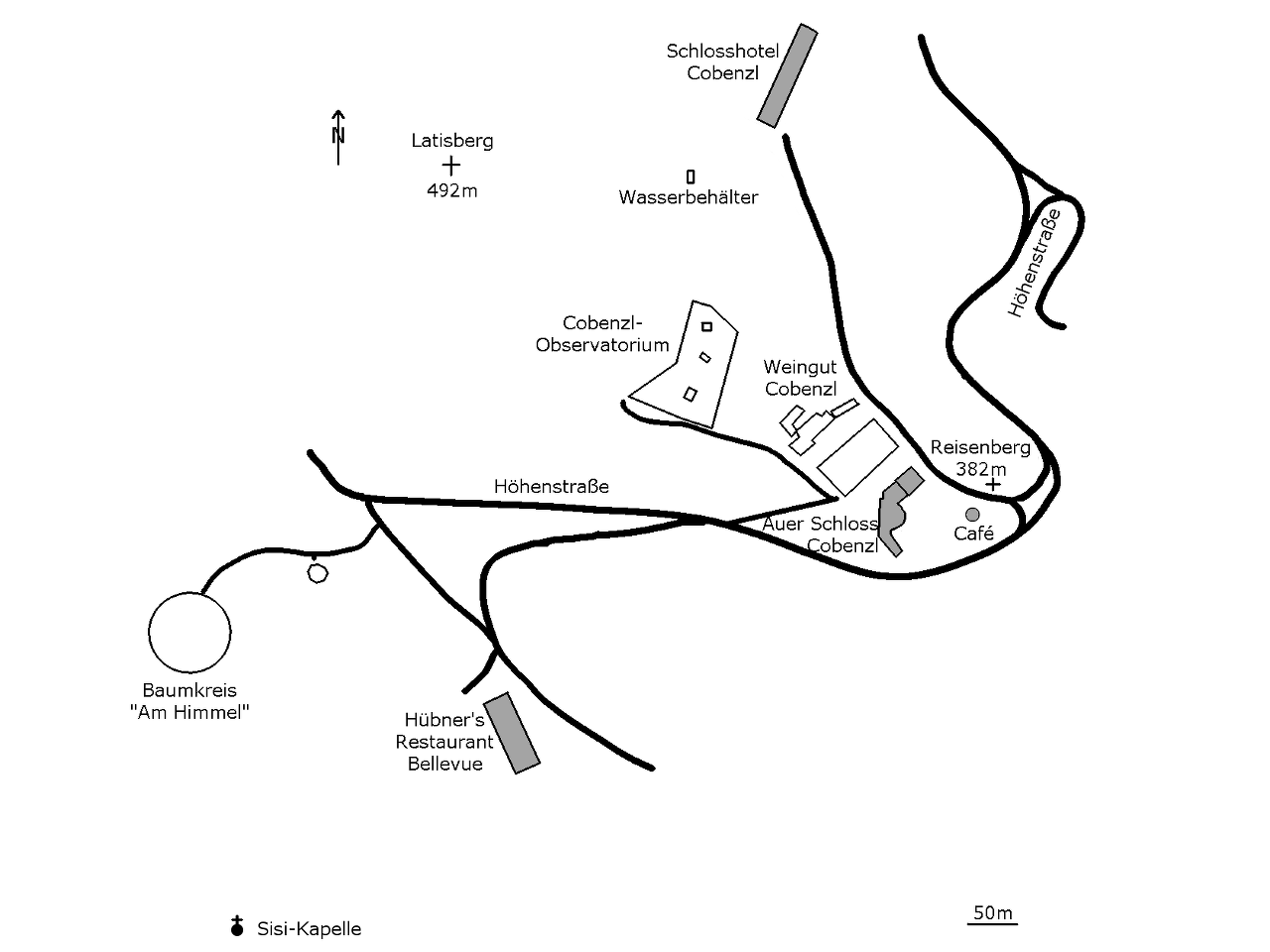
Plan Am Cobenzl mit dem Cobenzl-Observatorium

Erdmagnetische Messreihen werden in Österreich seit etwa 1850 geführt.
Von 1928 bis 1945 wurden diese Messungen im magnetischen Observatorium in Wien-Auhof an der nördlichen Grenze des  Lainzer Tiergartens durchgeführt. In den letzten Tagen des Zweiten Weltkrieges wurde es vollständig zerstört. Im Jahr 1951 erfolgte eine vorübergehende Wiederaufnahme des Betriebs in Auhof.
Die Elektrifizierung der Westbahnstrecke von Amstetten bis Wien 1952 und damit einhergehende Störungen machten eine Verlegung des Observatoriums notwendig. Als neuer Standort wurde der dem Latisberg vorgelagerte Reisenberg, im Volksmund als Cobenzl (auch Kobenzl) bekannt, nördlich von Wien gewählt. Das im Bundesbesitz befindliche Grundstück war nach dem Krieg von den amerikanischen Besatzungstruppen als Reitschule genutzt worden und war schon eingeebnet.
Der Neubau und die Inbetriebnahme des Cobenzl-Observatoriums erfolgten im Sommer 1953. Die letzten Installationsmaßnahmen wurden am 28. Dezember 1955 abgeschlossen. Die feierliche Eröffnung fand 1956 statt und wurde in einer Festschrift zu Ehren des 80. Geburtstags von Victor Conrad gewürdigt.
Über 60 Jahre wurden am Cobenzl-Observatorium magnetische Messungen durchgeführt, bis die Störungen durch die Stadt Wien wiederum eine Verlegung des Observatoriums notwendig machten. Das neue geomagnetische Observatorium wurde im Conrad-Observatorium errichtet und 2014 in Betrieb genommen. Von Mai 2014 bis April 2016 wurden die Messungen parallel in beiden Observatorien durchgeführt, um die durch die Stadt Wien verursachten Störungen genau bestimmen zu können und um einen kontinuierlichen störungsfreien Übergang des Betriebes zu gewährleisten.
Im April 2016 wurde das Cobenzl-Observatorium endgültig stillgelegt und geschlossen.